# Saga de Doctor Strange

## Películas
| Película                                     | Fecha de Lanzamiento   | Director         | Guionista (s)                                  | Productor   |
| -------------------------------------------- | ---------------------- | ---------------- | ---------------------------------------------- | ----------- |
| Doctor Strange                               | 4 de noviembre de 2016 | Scott Derrickson | Jon Spaihts Luis Pablo Durán C. Robert Cargill | Kevin Feige |
| Doctor Strange en el multiverso de la locura | 6 de mayo de 2022      | Sam Raimi        | Michael Waldron                                | Kevin Feige |

### Doctor Strange (2016)
Stephen Strange consigue recuperar su movilidad parcial, pero no la suficiente pericia como para volver a operar.  Después de estos dramáticos sucesos, Stephen Strange decide realizar un viaje de sanación al Himalaya que le cambiará la vida. Alejándose de la medicina tradicional, buscará una nueva cura para su lesión. Será entonces cuando conozca a El Anciano, quien le enseñará que el mundo en el que vive es una realidad entre muchas. Descubrirá así un mundo oculto de dimensiones mágicas, y durante su entrenamiento con el maestro místico se revelarán sus poderes psíquicos, como la telepatía, la proyección astral o el teletransporte, que utilizará para combatir al mal.

### Doctor Strange en el multiverso de la locura (2022)
El UCM abre las puertas del Multiverso y amplía sus límites como nunca lo había hecho. Viaja a lo desconocido con el Doctor Strange, que, con ayuda de aliados místicos tanto antiguos como nuevos, atraviesa las alucinantes y peligrosas realidades alternativas del Multiverso para enfrentarse a un nuevo y misterioso adversario.

## Reparto y personajes

### Protagonistas
|                                                                   |
| Benedict Cumberbatch, interpreta a Stephen Strange/Doctor Strange |

|                                  |
| Benedict Wong, interpreta a Wong |

|                                            |
| Xochitl Gomez, interpreta a América Chávez |

|                                       |
| Tilda Swinton, interpreta a Ancestral |

### Antagonistas
|                                        |
| Mads Mikkelsen, interpreta a Kaecilius |

|                                           |
| Chiwetel Ejiofor, interpreta a Karl Mordo |

|                                             |
| Benedict Cumberbatch, interpreta a Dormammu |

|                                                              |
| Elizabeth Olsen, interpreta a Wanda Maximoff/Bruja Escarlata |

|                                | Doctor Strange (2016) | Doctor Strange en el multiverso de la locura (2022) |
| ------------------------------ | --------------------- | --------------------------------------------------- |
| Stephen Strange/Doctor Strange | Benedict Cumberbatch  | Benedict Cumberbatch                                |
| Wong                           | Benedict Wong         | Benedict Wong                                       |
| América Chávez                 |                       | Xochitl Gomez                                       |
| Karl Mordo                     | Chiwetel Ejiofor      | Chiwetel Ejiofor                                    |
| Ancestral                      | Tilda Swinton         |                                                     |

## Recepción

### Taquilla
| Película                                     | Estreno (en Estados Unidos) | Ingresos         | Ingresos          | Ingresos       | Ranking histórico | Ranking histórico | Ranking Marvel | Presupuesto   | Ref.              |
| Película                                     | Estreno (en Estados Unidos) | EE. UU. y Canadá | Otros territorios | Mundial        | EE. UU. y Canadá  | Mundial           | Ranking Marvel | Presupuesto   | Ref.              |
| -------------------------------------------- | --------------------------- | ---------------- | ----------------- | -------------- | ----------------- | ----------------- | -------------- | ------------- | ----------------- |
| Doctor Strange                               | 4 de noviembre de 2016      | $232,641,920     | $445,076,475      | $677,718,395   | 156               | 137               | 20             | $165 millones | [ 3 ] [ 4 ]       |
| Doctor Strange en el Multiverso de la Locura | 6 de mayo de 2022           | $411,331,607     | $544,444,197      | $955,775,804   | 37                | 61                | 10             | $200 millones | [ 5 ] [ 6 ] [ 7 ] |
| Total                                        | Total                       | $643,973,527     | $989,520,672      | $1,633,494,199 | —                 | —                 |                | $365,000,000  |                   |